# واوتشولا
واوتشولا (بالإنجليزية: Wauchula, Florida)‏ هي مدينة تقع في مقاطعة هارديز (فلوريدا) بولاية فلوريدا في الولايات المتحدة. تأسست عام 1003، تبلغ مساحتها 6.8 (كم²)، وترتفع عن سطح البحر 34 م، بلغ عدد سكانها 4368 نسمة في عام 2000 حسب إحصاء مكتب تعداد الولايات المتحدة وتصل الكثافة السكانية فيها 642.4 نسمة/كم2.

## التركيبة السكانية
حدّد مكتب تعداد الولايات المتحدة بيانات التركيبة السكانية لواوتشولا في تعداد الولايات المتحدة. في ما يلي، التركيبة السكانية حسب تعدادي 2000 و2010.

### تعداد عام 2000
بلغ عدد سكان واوتشولا 4,368 نسمة بحسب تعداد عام 2000، وبلغ عدد الأسر 1,431 أسرة وعدد العائلات 986 عائلة مقيمة في المدينة. في حين سجلت الكثافة السكانية 516.3 نسمة لكل كيلومتر مربع (1,337.2/ميل2). وبلغ عدد الوحدات السكنية 1,562 وحدة بمتوسط كثافة قدره 184.6 لكل كيلومتر مربع (478.1/ميل2).
وتوزع التركيب العرقي للمدينة بنسبة 73.44% من البيض و4.17% من الأمريكيين الأفارقة و0.57% من الأمريكيين الأصليين و0.30% من الأمريكيين ذوي الأصول الآسيوية و18.84% من الأعراق الأخرى و2.68% من عرقين مختلطين أو أكثر و39.42% من الهسبانيون أو اللاتينيون من أي عرق.
بلغ عدد الأسر 1,431 أسرة كانت نسبة 42.3% منها لديها أطفال تحت سن الثامنة عشر تعيش معهم، وبلغت نسبة الأزواج القاطنين مع بعضهم البعض 48.9% من أصل المجموع الكلي للأسر، ونسبة 14.8% من الأسر كان لديها معيلات من الإناث دون وجود شريك،  بينما كانت نسبة 5.2% من الأسر لديها معيلون من الذكور دون وجود شريكة وكانت نسبة 31.1% من غير العائلات. تألفت نسبة 26.5% من أصل جميع الأسر من عدة أفراد يعيشون في نفس المنزل ونسبة 13.1% كانت تتألف من شخص يعيش بمفرده يبلغ من العمر 65 عاماً أو أكثر. وبلغ متوسط حجم الأسرة المعيشية 2.97، أما متوسط حجم العائلات فبلغ 3.57.
بلغ العمر الوسطي للسكان 29.7 عاماً. وكانت نسبة 30.5% من القاطنين تحت سن الثامنة عشر، وكانت نسبة 11.4% بين الثامنة عشر والرابعة والعشرين عاماً، ونسبة 26.4% كانت واقعةً في الفئة العمرية ما بين الخامسة والعشرين والرابعة والأربعين عاماً، ونسبة 16.6% كانت ما بين الخامسة والأربعين والرابعة والستين، ونسبة 12.2% كانت ضمن فئة الخامسة والستين عاماً فما فوق. يوجد لكل 100 أنثى 98.2 ذكر، ويوجد لكل 100 أنثى في الثامنة عشر من عمرها فما فوق 96.4 ذكر.
بلغ متوسط دخل الأسرة في المدينة 25,931 دولارًا، أما متوسط دخل العائلة فبلغ 29,943 دولارًا. وكان متوسط دخل الذكور 19,129 دولارًا مقابل 15,867 دولارًا للإناث. وسجل دخل الفرد الخاص بالمدينة 10,665 دولارًا. وكانت نسبة 19.9% من العائلات ونسبة 25% من السكان تحت خط الفقر، وكان من هؤلاء نسبة 32.5% تحت سن الثامنة عشر ونسبة 12.8% في الخامسة والستين من العمر وما فوق.

### تعداد عام 2010
بلغ عدد سكان واوتشولا 5,001 نسمة بحسب تعداد عام 2010، وبلغ عدد الأسر 1,546 أسرة وعدد العائلات 1,071 عائلة مقيمة في المدينة. في حين سجلت الكثافة السكانية 591.1 نسمة لكل كيلومتر مربع (1,530.9/ميل2). وبلغ عدد الوحدات السكنية 1,752 وحدة بمتوسط كثافة قدره 207.1 لكل كيلومتر مربع (536.4/ميل2).
وتوزع التركيب العرقي للمدينة بنسبة 67.23% من البيض و5.86% من الأمريكيين الأفارقة و0.90% من الأمريكيين الأصليين و1.02% من الأمريكيين ذوي الأصول الآسيوية و0.04% من سكان جزر المحيط الهادئ و22.62% من الأعراق الأخرى و2.34% من عرقين مختلطين أو أكثر و48.55% من الهسبانيون أو اللاتينيون من أي عرق.
بلغ عدد الأسر 1,546 أسرة كانت نسبة 44.8% منها لديها أطفال تحت سن الثامنة عشر تعيش معهم، وبلغت نسبة الأزواج القاطنين مع بعضهم البعض 44.2% من أصل المجموع الكلي للأسر، ونسبة 17.5% من الأسر كان لديها معيلات من الإناث دون وجود شريك،  بينما كانت نسبة 7.6% من الأسر لديها معيلون من الذكور دون وجود شريكة وكانت نسبة 30.7% من غير العائلات. تألفت نسبة 23.3% من أصل جميع الأسر من عدة أفراد يعيشون في نفس المنزل ونسبة 9.6% كانت تتألف من شخص يعيش بمفرده يبلغ من العمر 65 عاماً أو أكثر. وبلغ متوسط حجم الأسرة المعيشية 3.15، أما متوسط حجم العائلات فبلغ 3.67.
بلغ العمر الوسطي للسكان 29.4 عاماً. وكانت نسبة 31% من القاطنين تحت سن الثامنة عشر، وكانت نسبة 11.4% بين الثامنة عشر والرابعة والعشرين عاماً، ونسبة 27.5% كانت واقعةً في الفئة العمرية ما بين الخامسة والعشرين والرابعة والأربعين عاماً، ونسبة 19% كانت ما بين الخامسة والأربعين والرابعة والستين، ونسبة 11% كانت ضمن فئة الخامسة والستين عاماً فما فوق. وتوزع التركيب الجنسي للسكان بنسبة 49.8% ذكور و50.2% إناث.

## أعلام
- دويل إي. كارلتون
- دون هيرندون
- بافورد لونغ

## وصلات خارجية
- City of Wauchula, Florida Website